# تپه کانیا عبدالجبار
تپه کانیا عبدالجبار مربوط به سدهٔ ۸–۷ ه.ق است و در شهرستان ارومیه، بخش مرکزی، دهستان روضه‌چای، ۱/۵ کیلومتری ورودی روستای قصریک واقع شده و این اثر در تاریخ ۲۵ آبان ۱۳۸۷ با شمارهٔ ثبت ۲۳۵۷۲ به‌عنوان یکی از آثار ملی ایران به ثبت رسیده است.